# Uschok
Uschok (ukrainisch und russisch Ужок, slowakisch Užok, ungarisch Uzsok) ist ein Dorf im Norden der ukrainischen Oblast Transkarpatien mit etwa 722 Einwohnern.

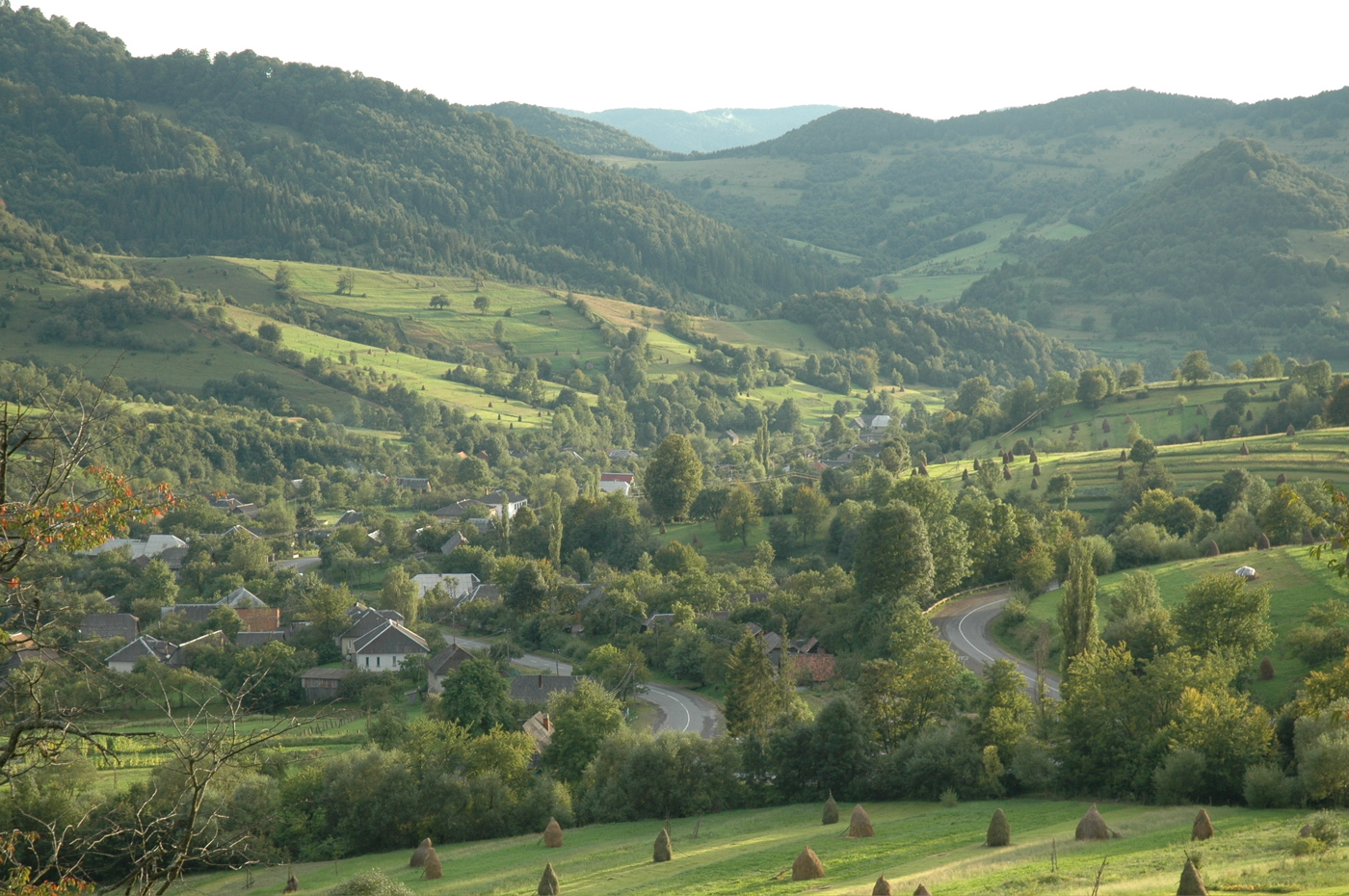
Panorama von Uschok

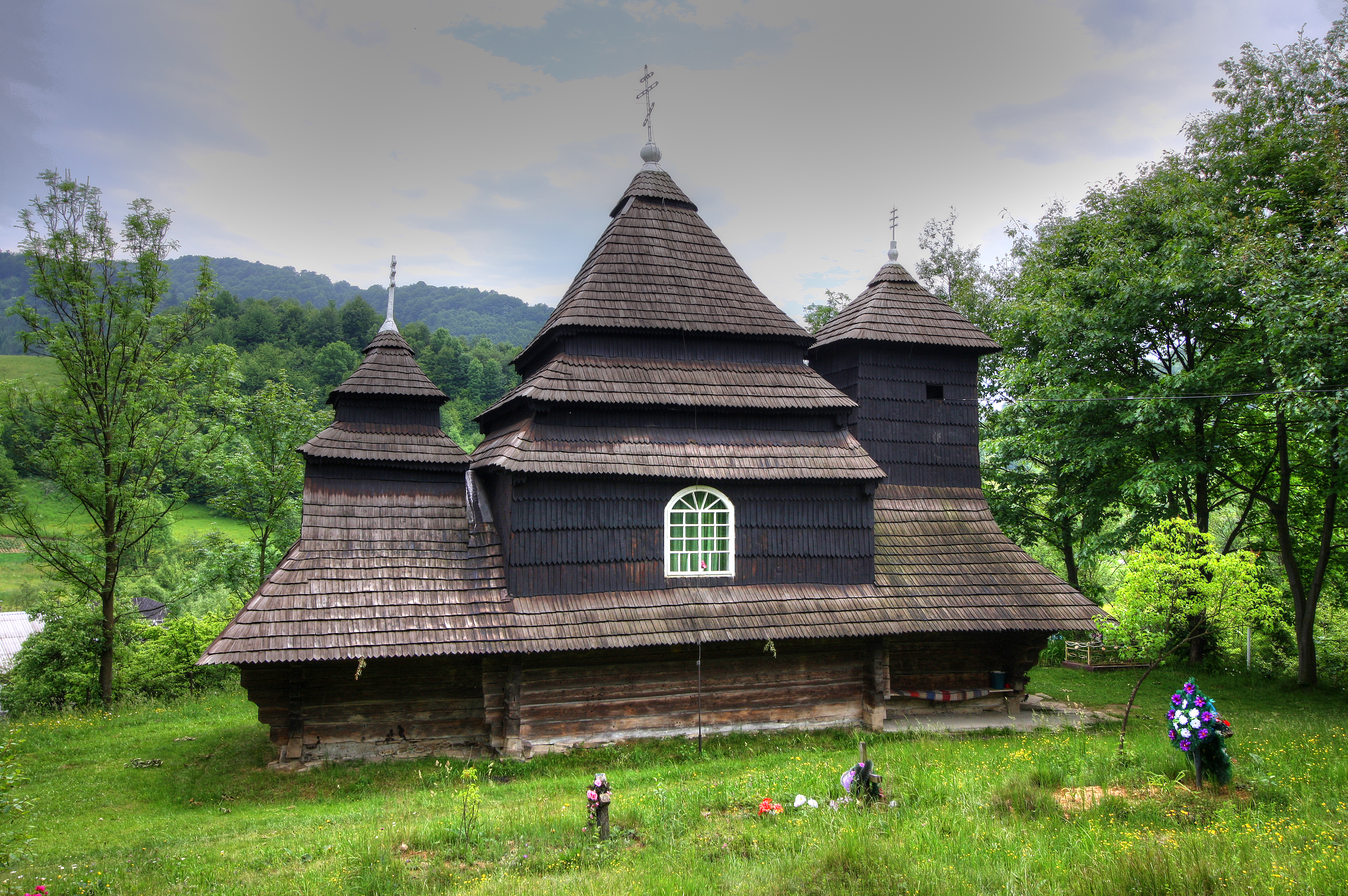
UNESCO-Welterbe: Die Kirche des Erzengels Michael

Uschok liegt in den Waldkarpaten auf 567 m Höhe unterhalb des Uschok-Passes, einem wichtigen Gebirgspass nahe der Grenze zwischen Polen und der Ukraine sowie nahe der Quelle der Usch, der das Dorf seinen Namen verdankt.
Am 12. Juni 2020 wurde das Dorf ein Teil neu gegründeten Landgemeinde Stawne im Rajon Uschhorod; bis dahin bildete es die Landratsgemeinde Uschok (Ужоцька сільська рада/Uschozka silska rada) im Nordosten des Rajons Welykyj Beresnyj.
Durch das Dorf verläuft die nationale Fernstraße N 13, die nach Südwesten zum Oblastzentrum Uschhorod und in Richtung Nordosten über den Uschok-Pass nach Sjanky und weiter nach Lemberg führt. Nördlich der Ortschaft verläuft die Bahnstrecke Lwiw–Sambir–Tschop.
Im 1582 erstmals schriftlich erwähnten Dorf befindet sich das Kirchengebäude der griechisch-orthodoxen Kirche des Erzengels Michael ⊙. Es ist eine der Holzkirchen der Karpatenregion in Polen und der Ukraine, die seit 2013 zum UNESCO-Welterbe gehört.